# Bolki
Bolki ou Mbolki est un village du Cameroun situé dans le département de la Bénoué et la région du Nord. Il fait partie de la commune de Gashiga et de l'arrondissement de Demsa.

## Population
Lors du recensement de 2005, 449 habitants y ont été dénombrés.